# Apple A13
Apple A13 Bionicは、 Appleが設計した64ビットARMベースのチップ（SoC）である。前世代のA12 Bionicチップ同様にNeural Engine（機械学習専用コア）が搭載されている。

## 設計
公式発表によると、A13はA12と比較して
- CPU分野
  - 2つの高性能コアで20%高速化し30%省電力化
  - 4つの高効率コアで20％高速化し40%省電力化
- GPU分野
  - 4つのコアで20％高速化し40％省電力化
- Neural Engine分野
  - 8つのコアで20％高速化し15％省電力化

を実現しているという。

A13には、Apple設計の64ビットARMv8.4-Aベースの2つの高性能コア（Lightning）と4つの高効率コア（Thunder）が搭載されている。 また、A13はApple製の4コアのGPUを搭載しA12より20％高速なグラフィックス性能を備えている 。  
A13はTSMCの第二世代7nmプロセスであるN7Pで製造され、85億個のトランジスタが搭載されている。なお、N7PはN7+とは異なりArf液浸で製造されている。 
2つの高性能コアは20％高速化し、消費電力が30％削減、4つの高効率コアは20％高速化、消費電力が40％削減され、Neural Engineは20%の速度が向上した。なお性能面では、シングルコアだけでA10のマルチスレッド性能に相当する。。 
A12と比べ、L1, L2キャッシュは減少している。 
A13全体としては、2018年のA12と比較し20％高速であり40％省電力である。 
A13は、Deep Fusion画像処理機能の基盤でもある。この機能は、機械学習を使用し低光量から中光量の写真を改善する。CPUの処理速度は、1秒間に最大1兆回に達する。
2020年秋にSecure Enclaveのリビジョンが更新され、A14同様にSecure Storage Componentがgen 2となった

## 搭載製品
- iPhone 11
- iPhone 11 Pro
- iPhone 11 Pro Max
- iPhone SE (第2世代)
- iPad (第9世代)
- Apple Studio Display

## 派生品
A13の高効率コアThunderによるデュアルコアプロセッサが採用されている。
- Apple S6 - Apple Watch Series 6に搭載[11]
- Apple S7 - Apple Watch Series 7とHomePod(第2世代)に搭載[12]
- Apple S8 - Apple Watch Series 8に搭載[12]